# Tchépélaré
Tchepelare (en bulgare : Чепеларе, translittération internationale Čepelare) est une ville et une station de sports d'hiver réputée du sud de la Bulgarie, dans le massif des Rhodopes. Elle se trouve dans l'oblast de Smoljan, à 10 km environ au nord du complexe de sports d'hiver de Pamporovo et à environ 75 km au sud de Plovdiv. La ville est le centre administratif de l'obština de Čepelare.

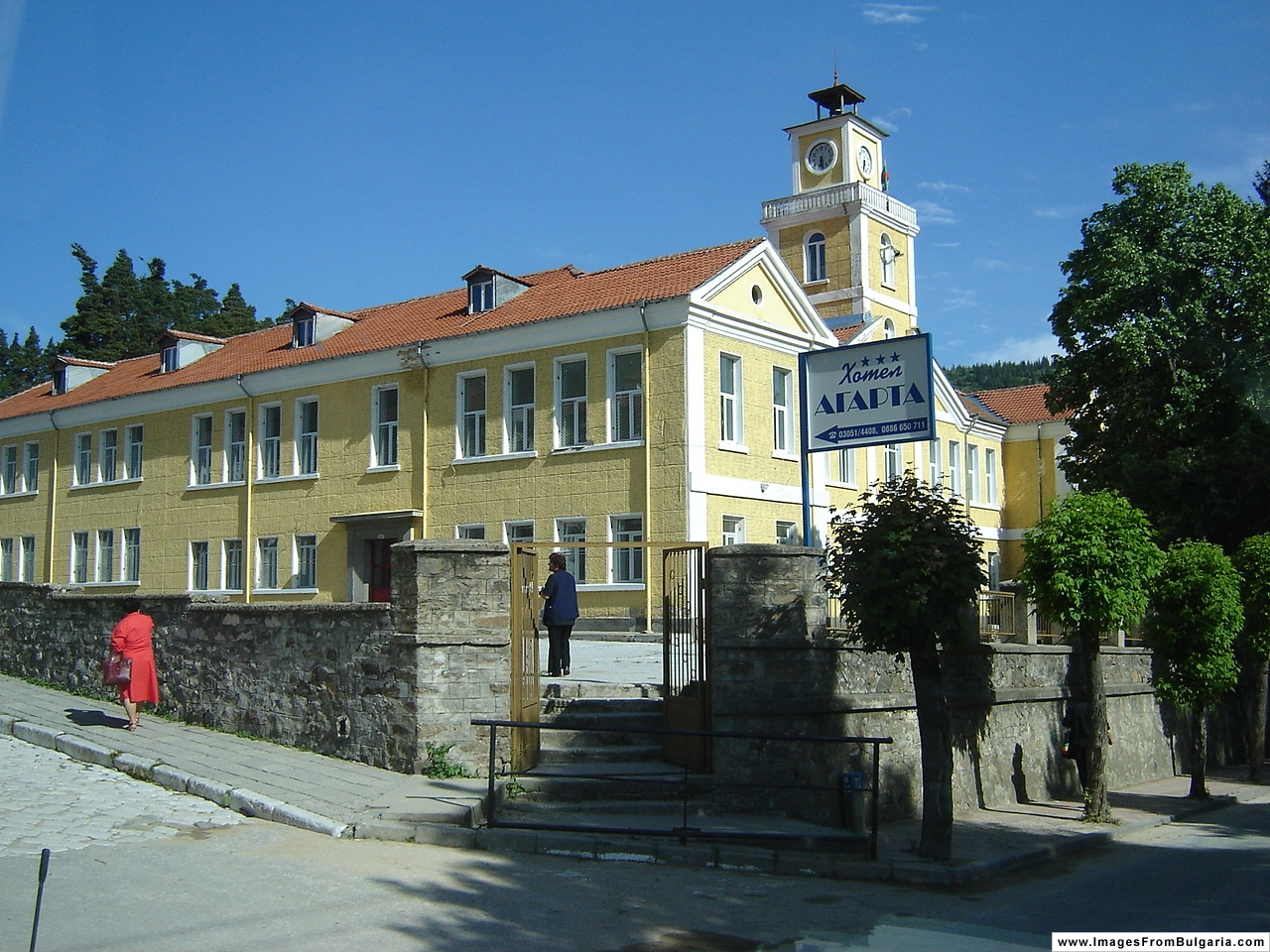
École à Čepelare